# Самородне золото
Зо́лото саморо́дне (рос. золото самородное; англ. native gold; нім. gediegenes Gold n) — мінерал класу самородних елементів.

## Загальний опис
Хімічна формула: Au. Являє собою природний твердий розчин срібла (до 43 %) в золоті.
Домішки: Fe, Cu, Mn, Pb, рідше — Bi, Sb, Hg, Te, Se, Pt, інші.
Сингонія кубічна.
Блиск яскравий, металічний. Твердість 2,5—3. Густина 15,6—19,2 г/см³. Колір — блідо-жовтий, червоно-жовтий, зеленуватий. Кристали самородного золота в основному дрібні — до 1-2 мм. Форма кристалів октаедрична, додекаедрична або кубічна. Розрізнюють самородне золото тонкодисперсне (до 10 мкм), пиловидне (5-50 мкм), дрібне (0,05-2 мм). У більшості золоторудних родовищ переважають частинки 0,01—4 мм. Зустрічається у вигляді двійників, а також прямокутних, дендритових, розгалужених, листуватих або губчастих агрегатів. Приурочене до гідротермальних жил з кварцом та піритом. Присутнє в пегматитах, чорних пісках, розсипних родовищах. Найбільші суцільні скупчення масою понад 1—5 г — самородки. Найбільший з них — «Плита Холтермана» з Австралії — важив 93,3 кг.

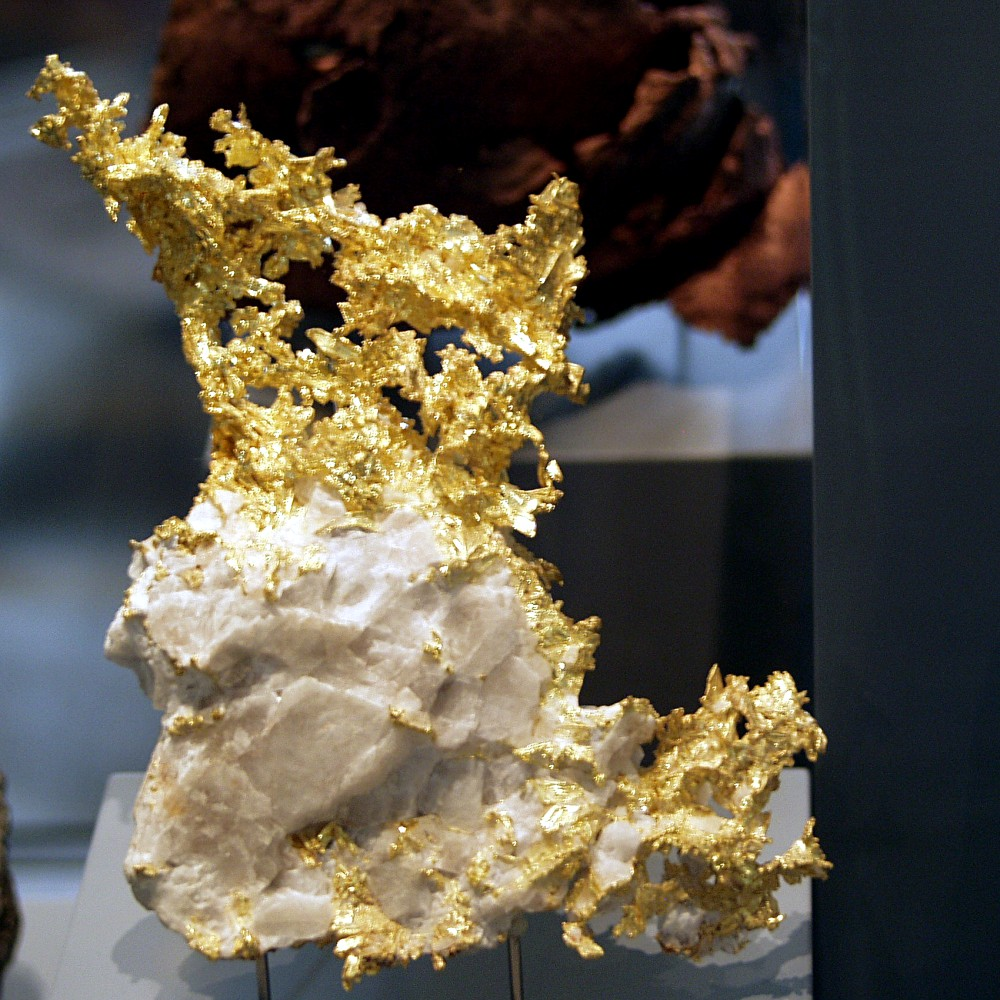
Самородне золото у кварці

## Різновиди
Розрізняють:
- золото бісмутисте (відміна золота, які містить до 4 % Ві);
- золото бісмутове (мальдоніт);
- золото «в сорочці» (самородне золото із розсипного родовища, поверхня якого покрита шаром бурого залізняку);
- золото гірчичне (вторинне тонкокристалічне, а також щільне й крихке золото коричневого кольору, подібного до кольору сухої гірчиці);
- золото графічне (сильваніт, розміщення кристалів нагадує письмові знаки);
- золото губчасте (самородне золото у вигляді губчастих утворень);
- золото зелене (електрум зеленуватого кольору з родовища Балей, Забайкалля);
- золото іридіїсте (відміна золота, яка містить до 30,4 % Ir);
- золото косове (дрібнолускувате, добре відшліфоване розсипне золото, яке зустрічається на річкових косах);
- золото котяче (вивітрілий біотит у формі бурувато-зелених плям);
- золото мідисте (відміна золота, яка містить до 20 % Cu);
- золото паладіїсте (порпецит);
- золото парадоксальне (середньовічна назва телуру);
- золото письмове (сильваніт);
- золото плавуче (тонколускувате золото, яке тримається на поверхні води);
- золото платинисте (відміна золота, яка містить до 10,5 % Pt; знайдене у розсипах р.Чорох, Грузія);
- золото платинове (золото платинисте);
- золото родіїсте (родит — відміна золота, яка містить до 43 % Rh);
- золото розсипне (золото, яке зустрічається в розсипах);
- золото ртутисте (відміна золота, яка містить до 16,5 % Hg (при 90 °C));
- золото самородне (золото);
- золото сріблисте (електрум);
- золото стибіїсте (ауростибіт — інтерметалічна сполука золота і стибію острівної будови, AuSb2, Au — 44,74 %; Sb — 55,26 %);
- золото телуристе (сильваніт);
- золото тривке (золото «в сорочці»);
- золото чорне (застаріла назва мальдоніту);
- золото шліхове (самородне золото, видобуте з розсипних родовищ та очищене від механічних домішок).